# Die Macht der Gewohnheit
Die Macht der Gewohnheit ist ein Schauspiel des österreichischen Schriftstellers Thomas Bernhard in drei Akten. Es wurde 1974 bei den Salzburger Festspielen uraufgeführt. Die Regie führte Dieter Dorn.

## Personen
- Der Zirkusdirektor Caribaldi ist darauf fixiert, einmal das Forellenquintett fehlerfrei zu Ende zu bringen und scheitert seit zweiundzwanzig Jahren daran. Er leitet den Zirkus und die Musiker autoritär, fordert Perfektionismus und kritisiert fortwährend die musikalischen und artistischen Leistungen seiner Künstler. In der zweiten Szene stellt sich heraus, dass seine Tochter - die Mutter der Enkelin - bei einem Sturz vom Hochseil tödlich verunglückte.
- Der Dompteur ist der Neffe des Direktors und wurde jenem zufolge in den Zirkusbetrieb hineingezwungen, nachdem der vorige Dompteur von den Leoparden totgebissen wurde. Er ist häufig betrunken, wurde mehrfach von den Zirkustieren verletzt und verachtet seinen Onkel und dessen Rücksichtslosigkeit.
- Der Spaßmacher spricht im Stück wenig und tritt vor allem dadurch in Erscheinung, dass ihm ständig die Haube herunterfällt.
- Die Enkelin des Zirkusdirektors ist wie ihre Mutter Seiltänzerin. Sie wird von Caribaldi permanent zum Üben und zur Perfektion angehalten, um nicht das Schicksal ihrer Mutter zu teilen.
- Der Jongleur teilt das Interesse Caribaldis an der Musik, kritisiert aber dessen Führungsstil offen. Er versucht regelmäßig, mit möglicherweise erfundenen Angeboten anderer Zirkusbetreiber den Direktor zu erpressen.

## Handlung
Über alle drei Szenen hinweg versucht Caribaldi, das Forellenquintett zu proben, was aus verschiedenen Gründen scheitert. Zur ersten Szene sind die Musiker nicht komplett, nur Caribaldi und der Jongleur, zum Ende die Enkelin sind anwesend. In der zweiten Szene finden sich der Dompteur und der Spaßmacher ein, ersterem wurde in die nun bandagierte Hand gebissen, mit der er nun kein Klavier spielen kann. In der dritten Szene wird immer wieder das Herunterfallen der Mütze des Spaßmachers zum zentralen Problem, später vervollständigt der hinzugekommene Dompteur das Quintett, kann mit der einbandagierten Hand jedoch nicht spielen. Von Anfang bis Ende des Stücks zieht sich dabei der Ausspruch "Morgen Augsburg", womit der kommende Spielort des Zirkus benannt wird. 

### 1. Szene
Im Wohnwagen des Zirkusdirektors Caribaldi. Caribaldi sucht etwas unter einem Kasten, nacheinander treten der Jongleur und später die Enkelin ein. Gesprächsthemen sind der morgige Auftritt in Augsburg und das fortgesetzte Scheitern der Proben des Forellenquintetts. Die Szene endet mit dem Protest des Jongleurs, der Herrn Caribaldi über ein Angebot eines anderen Zirkusdirektors informiert, um ein besseres Gehalt zu erzwingen. Dies bringt den Zirkusdirektor Caribaldi endgültig aus der Fassung: „Ein Dummkopf, ein Dummkopf, der heute noch einem Künstler glaubt, ein Dummkopf!“ Der Vorhang fällt.

### 2. Szene
Der Dompteur betritt mit einem einbandagierten Arm den Wohnwagen und trifft dort den Spaßmacher. Sie reden über den Hergang des Unfalls, bis Caribaldi erscheint und den Spaßmacher zu seinem Auftritt in die Manege schickt. Die folgenden Übungen scheitern unter anderem an einem schief hängenden Bild sowie der Fixierung des Direktors auf die Übungen seiner Enkelin.

### 3. Szene
In der letzten Szene kann die Probe erneut nicht beginnen, da der Dompteur mit seiner nun eiternden Wunde fehlt. Dem Spaßmacher fällt immer wieder seine Haube hinunter, woraufhin lang diskutiert wird, wie das zur Probe verhindert, beim Auftritt hingegen ermöglicht werden kann. Schließlich erscheint der bandagierte und betrunkene Dompteur, die Probe ist jedoch unmöglich. Der erschöpfte Caribaldi wirft alle aus dem Wagen heraus, räumt die Notenständer und Instrumente auf und setzt sich in einen Fauteuil. Als er das Radio neben sich aufdreht, hört man die ersten fünf Takte des Forellenquintetts.

## Aufführungen
Der Uraufführung in Österreich folgte im Jahr 1975 eine Aufführung in Deutschland: Im Hamburger Deutschen Schauspielhaus wurde das Werk mit denselben Schauspielern der Uraufführung aufgeführt.
In der Folge beschwerte sich der damalige Oberbürgermeister der Stadt Augsburg, Hans Breuer, in einem Brief an Bernhards Verleger Unseld. Im Stück würde Augsburg als „muffiges und verabscheuungswürdiges Nest“ diffamiert und als Lechkloake bezeichnet. Bernhard reagierte mit einem Telegramm, nach dem er Augsburg als nun „noch elementarer scheußlich als in meinem neuen Theaterstück“ betrachte und den Augsburgern sein ungeheuer grenzenloses und absolutes Mitgefühl aussprach. Einen Monat später besuchte er die Redaktion der Augsburger Allgemeinen Zeitung und erklärte, er hätte „...auch Nürnberg sagen können, aber Augsburg klingt halt besser.“

## Veröffentlichungen
Die Uraufführung der Salzburger Festspiele im Jahr 1974 wurde in Bild und Ton mitgeschnitten und später auf CD und DVD publiziert:
- Als Tonaufnahme auf CD von Deutsche Grammophon (unbekanntes Jahr)[2]
- Als Video auf DVD von Arthaus Musik im Jahr 2008[3]

Ein Mitschnitt der Aufführung im Deutschen Schauspielhaus wurde als Schallplatte veröffentlicht, eine LP von Deutsche Grammophon aus dem Jahr 1983.